# Campiglossa luculenta
Campiglossa luculenta är en tvåvingeart som först beskrevs av Wulp 1900.  Campiglossa luculenta ingår i släktet Campiglossa och familjen borrflugor. Inga underarter finns listade.